# Glycocystis beckeri
Glycocystis beckeri là một loài thực vật có hoa trong họ Huyền sâm. Loài này được (F.Muell.) Chinnock mô tả khoa học đầu tiên năm 2007.